# Urugwaj na Letnich Igrzyskach Olimpijskich 2024
Urugwaj  na Letnich Igrzyskach Olimpijskich 2024 – reprezentacja Urugwaju na Letnich Igrzyskach Olimpijskich 2024, które zostały rozegrane w dniach 26 lipca – 11 sierpnia 2024 roku w Paryżu.
Reprezentacja Urugwaju liczyła 25 zawodników – cztery kobiety i dwadzieścia jeden mężczyzn, którzy wystąpili w 9 dyscyplinach.

## Reprezentanci

### Judo
| Zawodnik                | Konkurencja | 1/16             | 1/8              | Ćwierćfinał      | Półfinał         | Repasaże         | Finał / 3. miejsce | Finał / 3. miejsce | Źródła |
| Zawodnik                | Konkurencja | Przeciwnik Wynik | Przeciwnik Wynik | Przeciwnik Wynik | Przeciwnik Wynik | Przeciwnik Wynik | Przeciwnik Wynik   | Pozycja            | Źródła |
| ----------------------- | ----------- | ---------------- | ---------------- | ---------------- | ---------------- | ---------------- | ------------------ | ------------------ | ------ |
| Alain Mikael Aprahamian | -81 kg (m)  | Nagase P 00–10   | NQ               | NQ               | NQ               | NQ               | NQ                 | [ 1 ]              | 17.    |

### Kajakarstwo
Kajakarstwo klasyczne
| Zawodnik     | Konkurencja    | Eliminacje | Eliminacje | Ćwierćfinały | Ćwierćfinały | Półfinały | Półfinały | Finał A/B | Finał A/B | Pozycja | Źródło |
| Zawodnik     | Konkurencja    | Czas       | Pozycja    | Czas         | Pozycja      | Czas      | Pozycja   | Czas      | Pozycja   | Pozycja | Źródło |
| ------------ | -------------- | ---------- | ---------- | ------------ | ------------ | --------- | --------- | --------- | --------- | ------- | ------ |
| Matías Otero | K-1 1000 m (m) | 3:43.65    | 5          | 3:30.81      | 2            | 3:48.91   | 9 FB      | 3:30.48   | 14        | 14.     | [ 2 ]  |

### Kolarstwo

#### Kolarstwo szosowe
| Zawodnik      | Konkurencja                    | Czas    | Pozycja | Źródło |
| ------------- | ------------------------------ | ------- | ------- | ------ |
| Eric Fagúndez | Wyścig ze startu wspólnego (m) | 6:28:31 | 55      | [ 3 ]  |

### Lekkoatletyka

#### Konkurencje biegowe
| Zawodnik            | Konkurencja | Eliminacje | Eliminacje | Repasaże | Repasaże | Półfinał | Półfinał | Finał | Finał   | Pozycja | Źródło |
| Zawodnik            | Konkurencja | Wynik      | Miejsce    | Wynik    | Miejsce  | Wynik    | Miejsce  | Wynik | Miejsce | Pozycja | Źródło |
| ------------------- | ----------- | ---------- | ---------- | -------- | -------- | -------- | -------- | ----- | ------- | ------- | ------ |
| Santiago Catrofe    | 5000 m (m)  | 13:56.40   | 14         | —        | —        | —        | —        | NQ    | NQ      | 14      | [ 4 ]  |
| María Pía Fernández | 1500 m (k)  | 4:19.30    | 15.        | 4:16.46  | 12       | NQ       | NQ       | NQ    | NQ      | 12      | [ 5 ]  |

#### Konkurencje techniczne
| Zawodnik      | Konkurencja    | Kwalifikacje | Kwalifikacje | Finał | Finał   | Źródło |
| Zawodnik      | Konkurencja    | Wynik        | Miejsce      | Wynik | Miejsce | Źródło |
| ------------- | -------------- | ------------ | ------------ | ----- | ------- | ------ |
| Emiliano Lasa | Skok w dal (m) | 7.87         | 13           | NQ    | NQ      | [ 6 ]  |

### Pływanie
| Zawodnik     | Konkurencja            | Eliminacje | Eliminacje | Półfinał | Półfinał | Finał | Finał | Źródło |
| Zawodnik     | Konkurencja            | Czas       | Poz.       | Czas     | Poz.     | Czas  | Poz.  | Źródło |
| ------------ | ---------------------- | ---------- | ---------- | -------- | -------- | ----- | ----- | ------ |
| Leo Nolles   | 100 m st. dowolnym (m) | 50,58      | 47.        | NQ       | NQ       | NQ    | NQ    | [ 7 ]  |
| Nicole Frank | 200 m st. zmiennym (k) | 2:18,00    | 30.        | NQ       | NQ       | NQ    | NQ    | [ 8 ]  |

### Rugby 7
| Konkurencja | Faza grupowa     | Faza grupowa     | Faza grupowa              | Faza grupowa | Mecze o miejsca 9–12 | Mecz o 11. miejsce | Pozycja | Źródło |
| Konkurencja | Przeciwnik Wynik | Przeciwnik Wynik | Przeciwnik Wynik          | Pozycja      | Przeciwnik Wynik     | Przeciwnik Wynik   | Pozycja | Źródło |
| ----------- | ---------------- | ---------------- | ------------------------- | ------------ | -------------------- | ------------------ | ------- | ------ |
| Mężczyźni   | Fidżi L 12–40    | Francja L 12–19  | Stany Zjednoczone L 17–33 | 4.           | Kenia L 14–19        | Japonia W 21–10    | 11.     | [ 9 ]  |

### Taekwondo
| Zawodnik            | Konkurencja | 1/8 finału       | Ćwierćfinał        | Półfinał         | Repesaż          | Finał / 3.miejsce | Finał / 3.miejsce | Źródło |
| Zawodnik            | Konkurencja | Przeciwnik Wynik | Przeciwnik Wynik   | Przeciwnik Wynik | Przeciwnik Wynik | Przeciwnik Wynik  | Pozycja           | Źródło |
| ------------------- | ----------- | ---------------- | ------------------ | ---------------- | ---------------- | ----------------- | ----------------- | ------ |
| María Sara Grippoli | -49 kg (k)  | —                | Cerezo P 4–11, 0–7 | NQ               | NQ               | NQ                | NQ                | [ 10 ] |

### Wioślarstwo
| Zawodnik      | Konkurencja | Eliminacje | Eliminacje | Repasaż | Repasaż | Ćwierćfinały | Ćwierćfinały | Półfinały | Półfinały | Finał | Finał | Miejsce | Źródło |
| Zawodnik      | Konkurencja | Czas       | M.         | Czas    | M.      | Czas         | M.           | Czas      | M.        | Czas  | M.    | Miejsce | Źródło |
| ------------- | ----------- | ---------- | ---------- | ------- | ------- | ------------ | ------------ | --------- | --------- | ----- | ----- | ------- | ------ |
| Bruno Cetraro | M1x         |            |            |         |         |              |              |           |           |       |       |         |        |

### Żeglarstwo
Konkurencje z wyścigiem medalowym
| Zawodnik                     | Konkurencja | Wyścig | Wyścig | Wyścig | Wyścig | Wyścig | Wyścig | Wyścig | Wyścig | Wyścig | Wyścig | Wyścig | Wyścig | Wyścig | Punkty | Finałowa pozycja | Źródło |
| Zawodnik                     | Konkurencja | 1      | 2      | 3      | 4      | 5      | 6      | 7      | 8      | 9      | 10     | 11     | 12     | M*     | Punkty | Finałowa pozycja | Źródło |
| ---------------------------- | ----------- | ------ | ------ | ------ | ------ | ------ | ------ | ------ | ------ | ------ | ------ | ------ | ------ | ------ | ------ | ---------------- | ------ |
| Dolores Moreira              | ILCA 6      |        |        |        |        |        |        |        |        |        |        |        |        |        |        |                  |        |
| Hernán Umpierre Fernando Diz | 49er        |        |        |        |        |        |        |        |        |        |        |        |        |        |        |                  |        |